# Плагиохори
Плагиохори (грч. Πλαγιοχώρι) је насељено место у општини Кукуш у периферији Средишња Македонија, Грчка. Према попису из 2021. године било је 18 становника.
Плагиохори су 1913. године имали 50 житеља Турака. Године 1924. турско становништво је принудно исељено у Турску а на њихово место су насељене грчке избегличке породице. На попису из 1928. године Плагиохори је имао 73 становника. Село се раније звало Колибалар.